# Aconitum noveboracense
Aconitum noveboracense är en ranunkelväxtart som beskrevs av Asa Gray och Frederick Vernon Coville. Aconitum noveboracense ingår i släktet stormhattar, och familjen ranunkelväxter. Inga underarter finns listade i Catalogue of Life.

## Bildgalleri

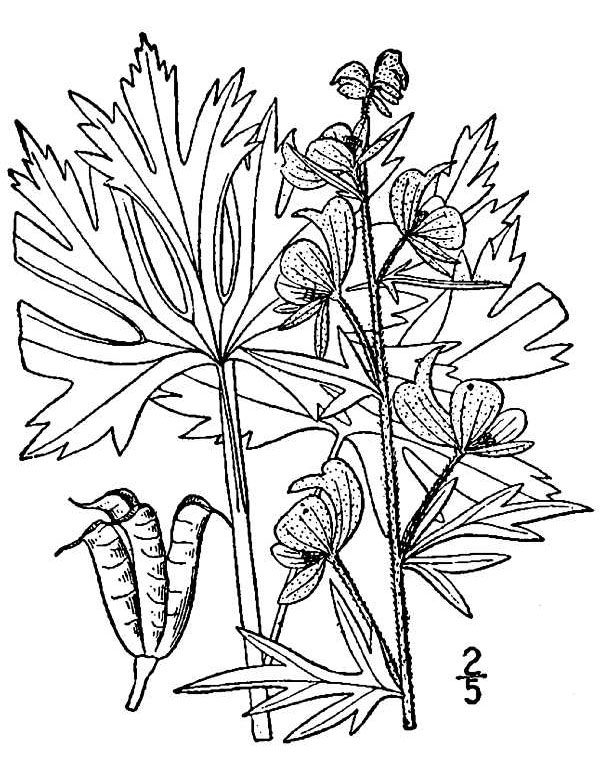
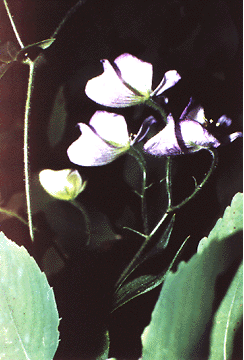